# Хорочь
Хорочь, или Харачой-Лам (чечен. Хорочойн лам) — горная вершина в Веденском районе, Чеченской Республики, Россия.

## География
Гора находится к юго-западу от Ведено и к западу от Харачоя. Высота над уровнем моря составляет 1071 метра. В восточной части Большого Кавказа; западнее горы Гизчены.